# 408 (tal)
408 är det naturliga talet som följer 407 och som följs av 409.

## Inom vetenskapen
- 408 Fama, en asteroid.

## Inom matematiken
- 408 är ett jämnt tal
- 408 är ett sammansatt tal
- 408 är ett ymnigt tal
- 408 är ett oktogontal
- 408 är ett Erdős–Woodstal